# Zapłonka brunatna
Zapłonka brunatna (Nonea pulla (L.) DC.) – gatunek byliny należący do rodziny ogórecznikowatych. Występuje od środkowej Europy po wschodnią Azję. We florze polski gatunek rodzimy. Występuje rzadko, jest chwastem suchych pól.

## Morfologia

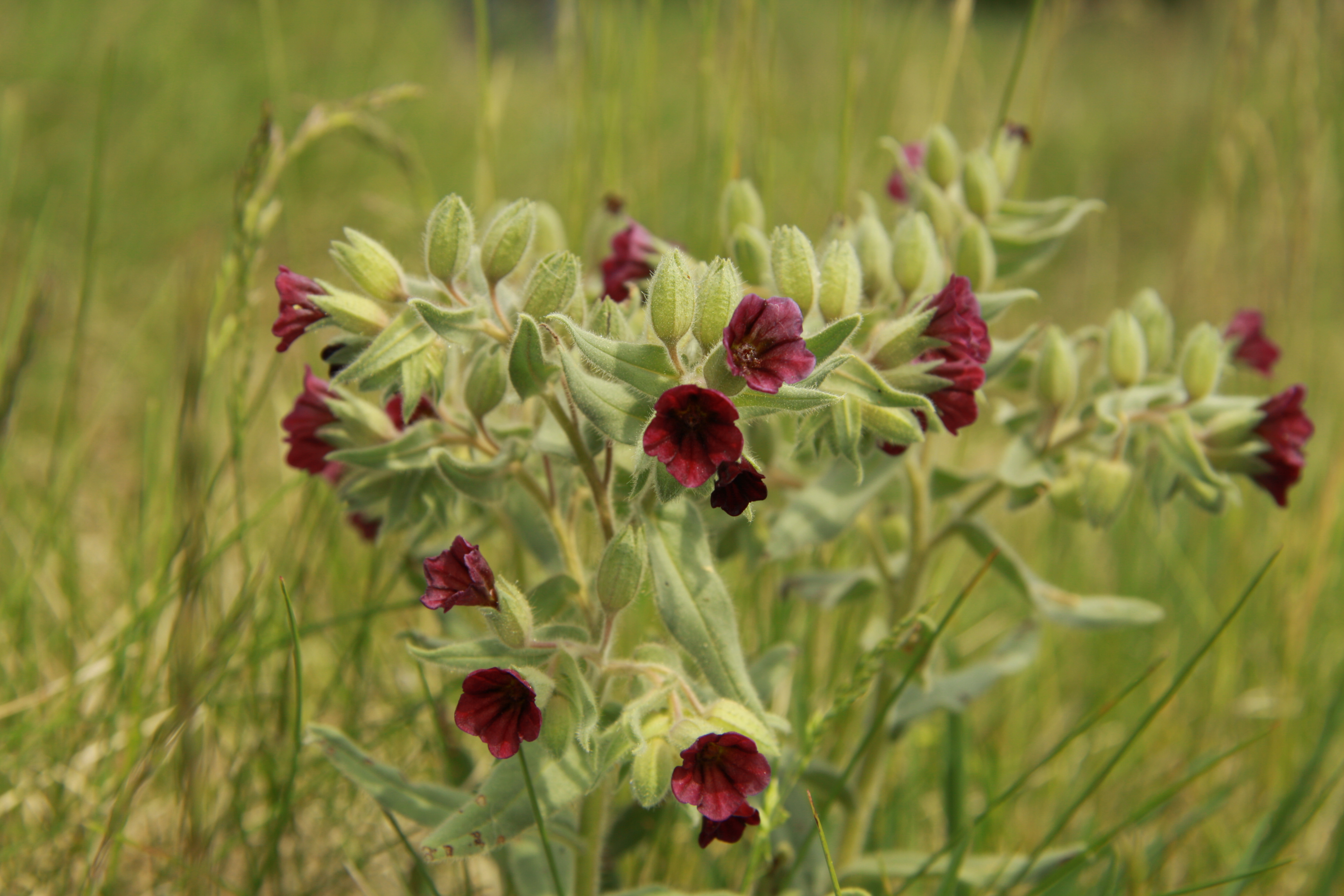
Kwiatostan

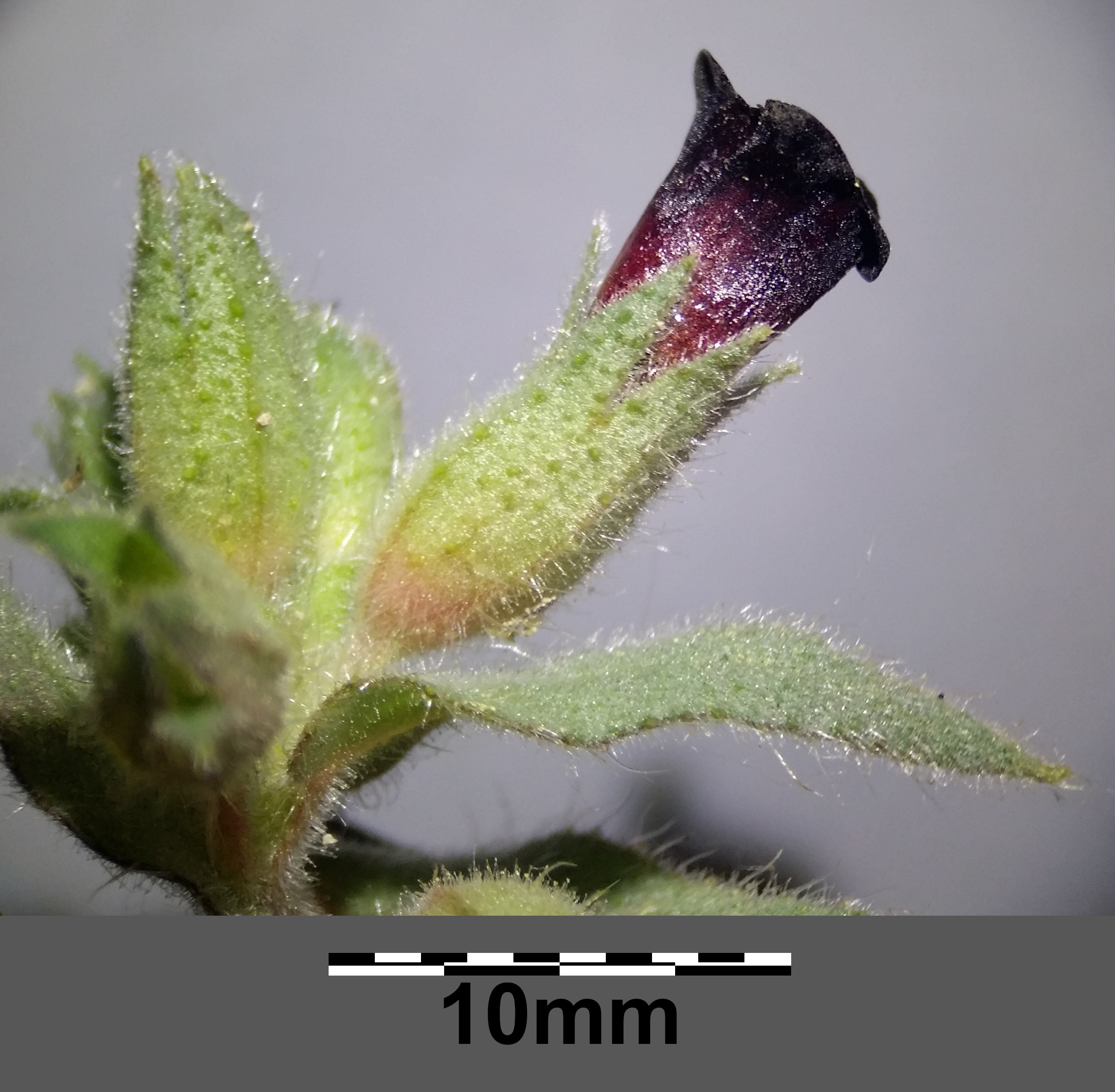
Kwiat

ŁodygaWyprostowana, o wysokości 30–50 cm, pokryta szarym owłosieniem.
LiścieOdziomkowe zebrane w rozetę, szypułkowe, pędowe ułożone skrętolegle, bezszypułkowe.
KwiatZebrane w wierzchotki, brunatnofioletowe.
OwocRozłupnia rozpadająca się na 4 brązowe rozłupki.

## Biologia i ekologia
Bylina, hemikryptofit.